# Liolaemus paulinae
Liolaemus paulinae är en ödleart som beskrevs av  Donoso-barros 1961. Liolaemus paulinae ingår i släktet Liolaemus och familjen Tropiduridae. IUCN kategoriserar arten globalt som otillräckligt studerad. Inga underarter finns listade i Catalogue of Life.